# Fate's Interception
Fate's Interception is een stomme film uit 1912 onder regie van D.W. Griffith.

## Rolverdeling
| Acteur              | Personage              |
| ------------------- | ---------------------- |
| Mary Pickford       | The Mexican Girl       |
| Wilfred Lucas       | The American           |
| Charles Hill Mailes | The Mexican Sweetheart |
| Frank Opperman      | The Old Man            |
| Robert Harron       | The Errand Boy         |